# Mario López Quintana
Mario Federico López Quintana (n. Mariano Roque Alonso, Departamento Central, Argentina; 6 de julio de 1995) es un futbolista paraguayo. Juega de defensor y su equipo actual es Guaraní, de la Primera División de Paraguay.

## Carrera
Proveniente de Paraguay comenzó jugando en la escuela de fútbol " Club 9 de Junio" de su ciudad natal, para después pasar por los clubes paraguayos Cerro Corá, Valois Rivarola y Cerro Porteño donde estaría solo unos meses ya que luego probaría suerte en el extranjero pasando a las inferiores de Gimnasia y Esgrima de La Plata, Argentina, para luego en el 2014, tras dos años en La Plata, recalar en el Santiago Wanderers de Chile.
Con Wanderers sería citado al primer equipo para un partido frente a San Marcos de Arica, válido por el Apertura 2014, donde tendría su debut como profesional al sustituir en la parte final del partido a Jorge Luna, siendo después de esto un cambio habitual en la recta final del torneo donde su equipo conseguiría un subcampeonato. En los siguientes torneos tendría variadas opciones de juego llegando a disputar todos los torneos venideros, incluyendo la Copa Sudamericana 2015. 
Durante la temporada 2016/17 se consolidaría como titular de la línea defensiva caturra jugando todos los partidos que disputaría su equipo en el Apertura 2016 para luego a fines de 2017 con los porteños conseguir su primer título como profesional al ganar la Copa Chile 2017. Al final del Transición 2017 cometería un error junto al portero Gabriel Castellón que significaría el descenso de su club frente a Unión La Calera, pese a esto se mantendría en Valparaíso para disputar la Primera B y la Copa Libertadores al siguiente año pasando los cien partidos disputados con los porteños. Luego de dos años en la segunda categoría del fútbol chileno, se coronaría campeón, lo que significaría un ascenso donde pese a comenzar como titular, una lesión lo dejaría fuera de la última parte del torneo. Finalizado aquel año terminaría su vínculo con los porteños quedando posteriormente como jugador libre, en esta calidad regresaría a Argentina para jugar por Aldosivi.

## Estadísticas

### Clubes
- Actualizado hasta el 16 de agosto de 2025.

| Santiago Wanderers · Chile | 1.ª                 | A-2014              | 4   | 0 | 0  | 0 | -  | - | 4   | 0 | 0    |
| Santiago Wanderers · Chile | 1.ª                 | C-2015              | 8   | 1 | 0  | 0 | -  | - | 8   | 1 | 0.13 |
| Santiago Wanderers · Chile | 1.ª                 | A-2015              | 7   | 0 | 3  | 0 | 2  | 0 | 12  | 0 | 0    |
| Santiago Wanderers · Chile | 1.ª                 | C-2016              | 14  | 0 | 0  | 0 | -  | - | 14  | 0 | 0    |
| Santiago Wanderers · Chile | 1.ª                 | A-2016              | 15  | 0 | 2  | 0 | -  | - | 17  | 0 | 0    |
| Santiago Wanderers · Chile | 1.ª                 | C-2017              | 11  | 0 | 0  | 0 | -  | - | 11  | 0 | 0    |
| Santiago Wanderers · Chile | 1.ª                 | T-2017              | 13  | 1 | 6  | 1 | -  | - | 19  | 2 | 0.11 |
| Santiago Wanderers · Chile | 2.ª                 | 2018                | 32  | 0 | 4  | 1 | 4  | 0 | 40  | 1 | 0.03 |
| Santiago Wanderers · Chile | 2.ª                 | 2019                | 14  | 1 | 3  | 0 | -  | - | 17  | 1 | 0.06 |
| Santiago Wanderers · Chile | Total club          | Total club          | 118 | 3 | 18 | 2 | 6  | 0 | 142 | 5 | 0.04 |
| Aldosivi Argentina | 1.ª                 | 2019-20             | 1   | 0 | 1  | 0 | -  | - | 2   | 0 | 0    |
| Aldosivi Argentina | 1.ª                 | 2020                | -   | - | 9  | 1 | -  | - | 9   | 1 | 0.11 |
| Aldosivi Argentina | 1.ª                 | 2021                | 11  | 0 | 4  | 0 | -  | - | 15  | 0 | 0    |
| Aldosivi Argentina | 1.ª                 | 2022                | 12  | 0 | 16 | 0 | -  | - | 28  | 0 | 0    |
| Aldosivi Argentina | Total club          | Total club          | 24  | 0 | 30 | 1 | -  | - | 54  | 1 | 0.02 |
| Quilmes Argentina | 2.ª                 | 2023                | 24  | 0 | -  | - | -  | - | 24  | 0 | 0    |
| Quilmes Argentina | Total club          | Total club          | 24  | 0 | -  | - | -  | - | 24  | 0 | 0    |
| Guaraní Paraguay | 1.ª                 | A-2024              | 19  | 0 | 0  | 0 | 0  | 0 | 19  | 0 | 0    |
| Guaraní Paraguay | 1.ª                 | C-2024              | 8   | 0 | 1  | 0 | 0  | 0 | 9   | 0 | 0    |
| Guaraní Paraguay | 1.ª                 | A-2025              | 18  | 0 | 0  | 0 | 5  | 0 | 23  | 0 | 0    |
| Guaraní Paraguay | 1.ª                 | C-2025              | 8   | 0 | 0  | 0 | 1  | 0 | 9   | 0 | 0    |
| Guaraní Paraguay | Total club          | Total club          | 53  | 0 | 1  | 0 | 6  | 0 | 60  | 0 | 0    |
| Total en su carrera | Total en su carrera | Total en su carrera | 219 | 3 | 49 | 3 | 11 | 0 | 279 | 6 | 0.02 |
| (1) Las copas nacionales se refiere a la Copa Chile, a la Copa Argentina y a la Copa de la Liga Profesional. (2) Las copas internacionales se refiere a la Copa Libertadores y a la Copa Sudamericana. (3) Media de goles por encuentro. No incluye goles en partidos amistosos. |                     |                     |     |   |    |   |    |   |     |   |      |